# True North (Borknagar)
True North (2019) is het elfde studioalbum van de Noorse progressieve-metalgroep Borknagar. Het album werd uitgebracht op Century Media Records. Het was het eerste album zonder zanger Vintersorg sinds zijn debuut bij de band.
Het gerenommeerde muziekblad Loudwire plaatste het album in de top 50 van beste metalalbums van 2019.

## Tracklist
1. Thunderous (Nedland/Brun) - 8:34
2. Up North (ICS Vortex) - 6:29
3. The Fire That Burns (Nedland/Brun) - 6:38
4. Lights (Nedland) - 5:04
5. Wild Father's Heart (Nedland/Brun) - 5:42
6. Mount Rapture (Nedland/Brun) - 6:08
7. Into the White (Nedland) - 5:57
8. Tidal (Nedland/Brun) - 9:32
9. Voices (Nedland) - 5:07

## Medewerkers

### Muzikanten
- ICS Vortex - zang, basgitaar
- Lars Nedland - keyboards, zang
- Øystein Garnes Brun  - gitaar
- Bjørn Dugstad Rønnow - drums, percussie
- Jostein Thomassen - gitaar

### Extra muzikanten
- John Ryan - viool, cello (op nummers 1, 5, 9)

### Overige
- Jens Bogren - mixen, mastering
- Marius Strand - opnames
- Thor Erik Dullum - fotografie en albumhoes
- Christophe Szpajdel - logo